# Herpestomus pupivorus
Herpestomus pupivorus là một loài tò vò trong họ Ichneumonidae.